# Lac de Liepāja
Le lac de Liepāja (en letton : Liepājas ezers) est le cinquième plus grand lac de Lettonie, situé à Liepāja.

## Géographie
La superficie totale du lac est de 37,15 km2 et il a une longueur de 16,2 km, une profondeur moyenne de 2,0 m et un rivage long de 44,6 km.
Le lac est alimenté par les rivières Ālande, Bārta, Otaņķe (Brūnupe), Līčupe, Orbupe et Dorupe et il se déverse dans le canal du commerce.
Le lac Liepāja compte 13 îles, dont les plus importantes sont Atteku, Zirgu, Pērkona, Putnu et Cionas.
Le lac abrite 14 espèces de poissons : brochet, gardon, perche, brème, carassin, tanche, anguille, brème, lotte, carpe, sandre, éperlan, amer et rudd.

## Protection
Depuis 2004, le lac est inscrit sur la liste des sites Natura 2000 (LV0507800) de l'Union européenne.

## Galerie

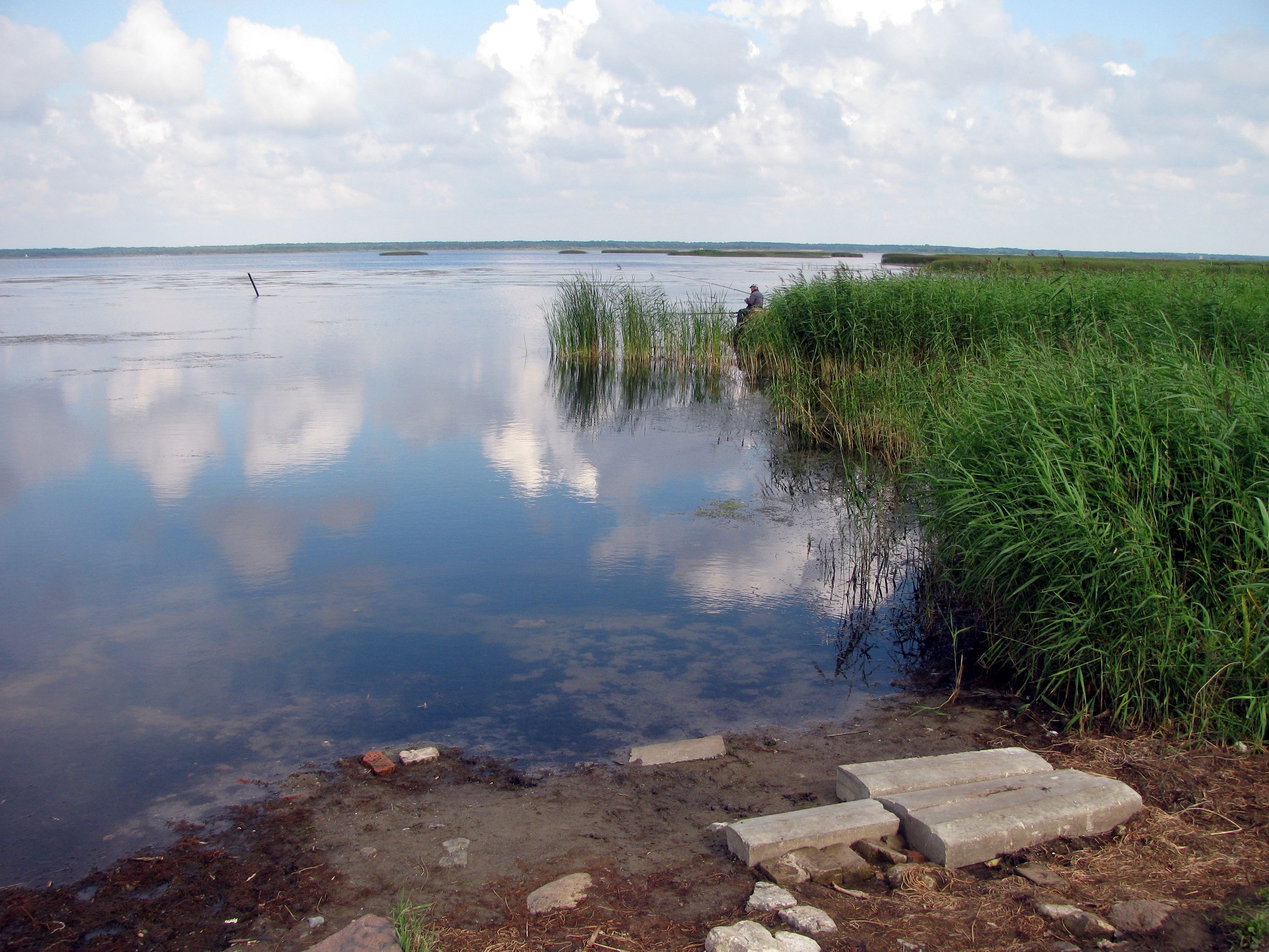
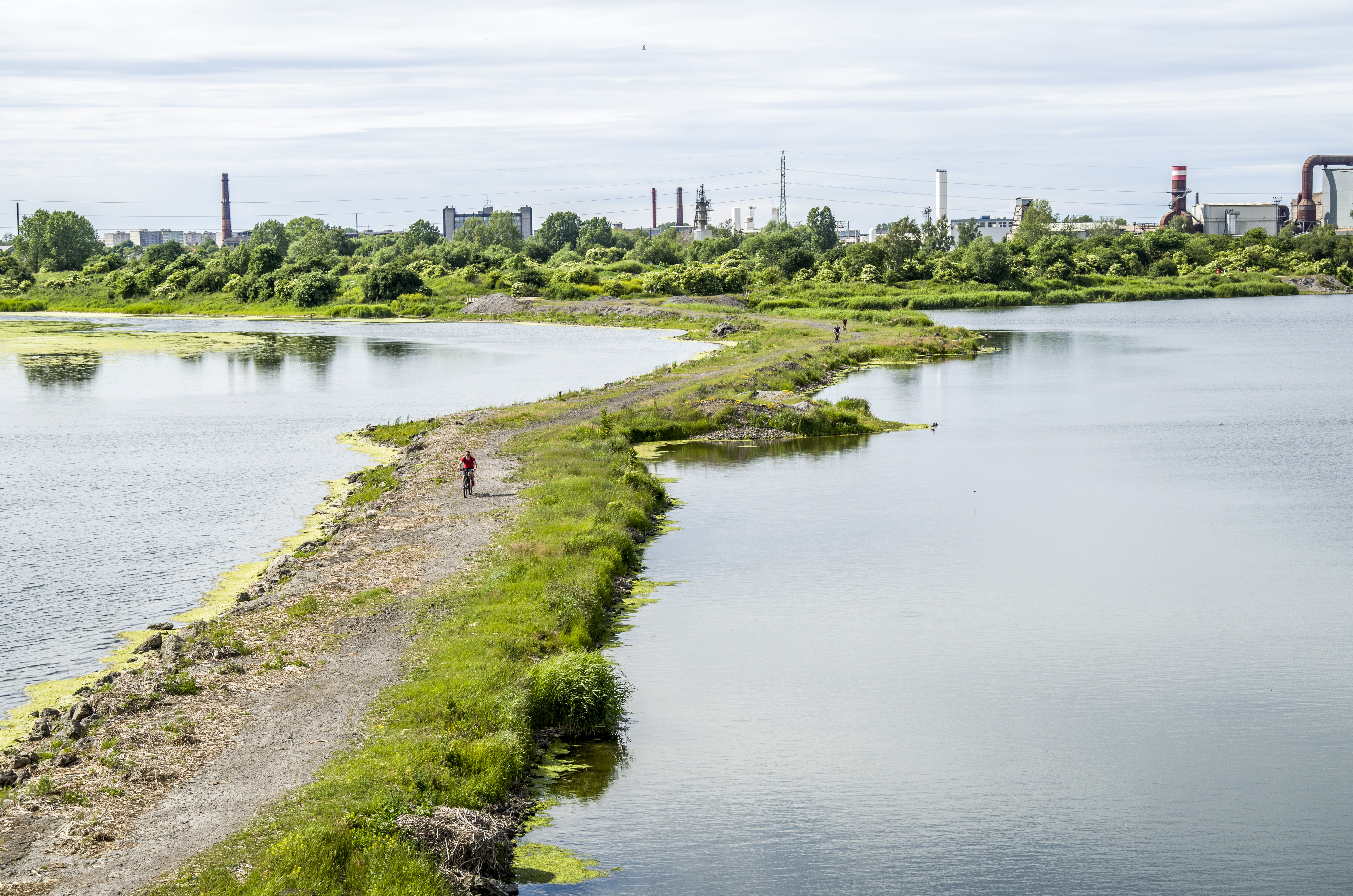
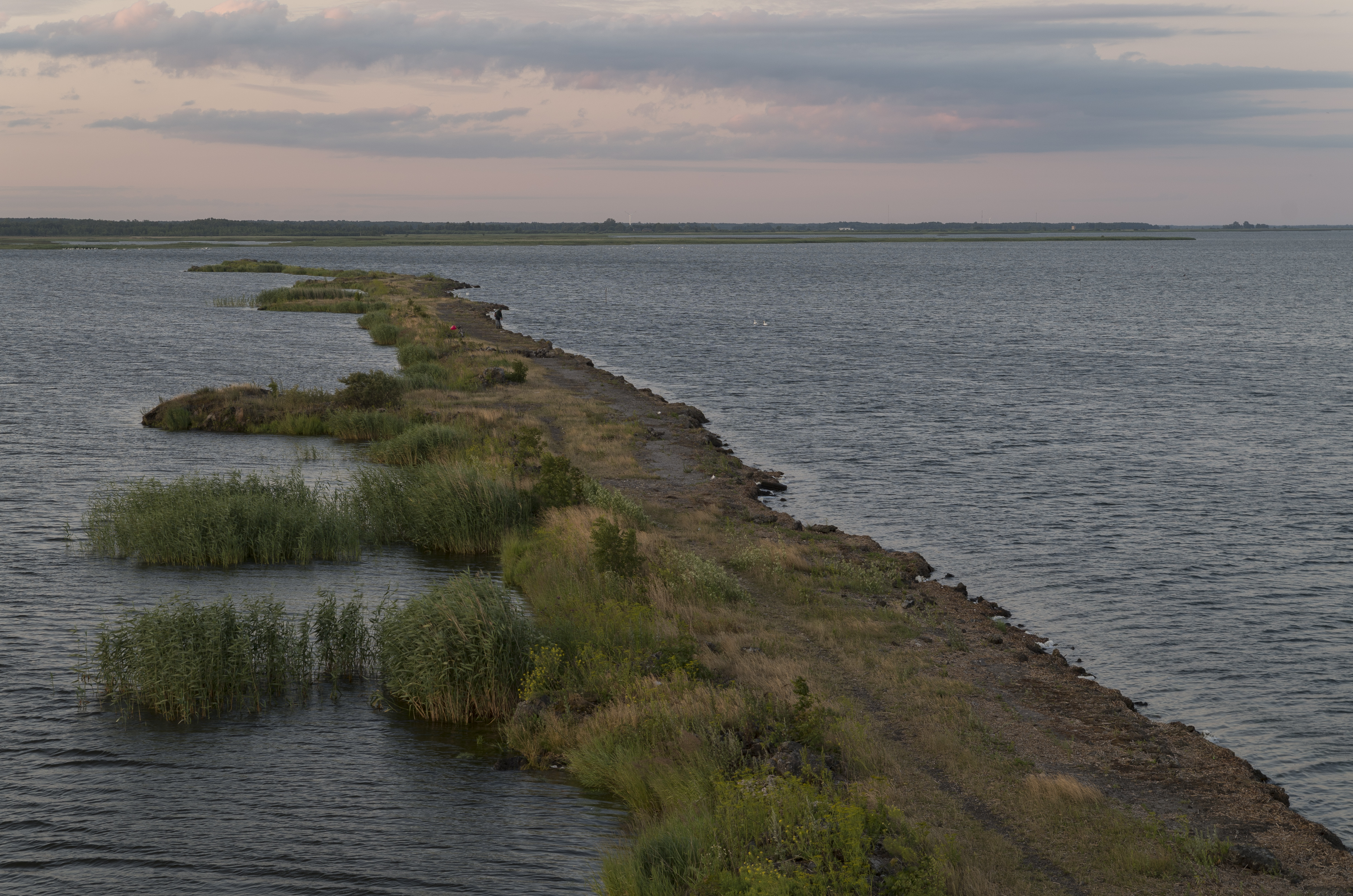
Barrage de Golodova.
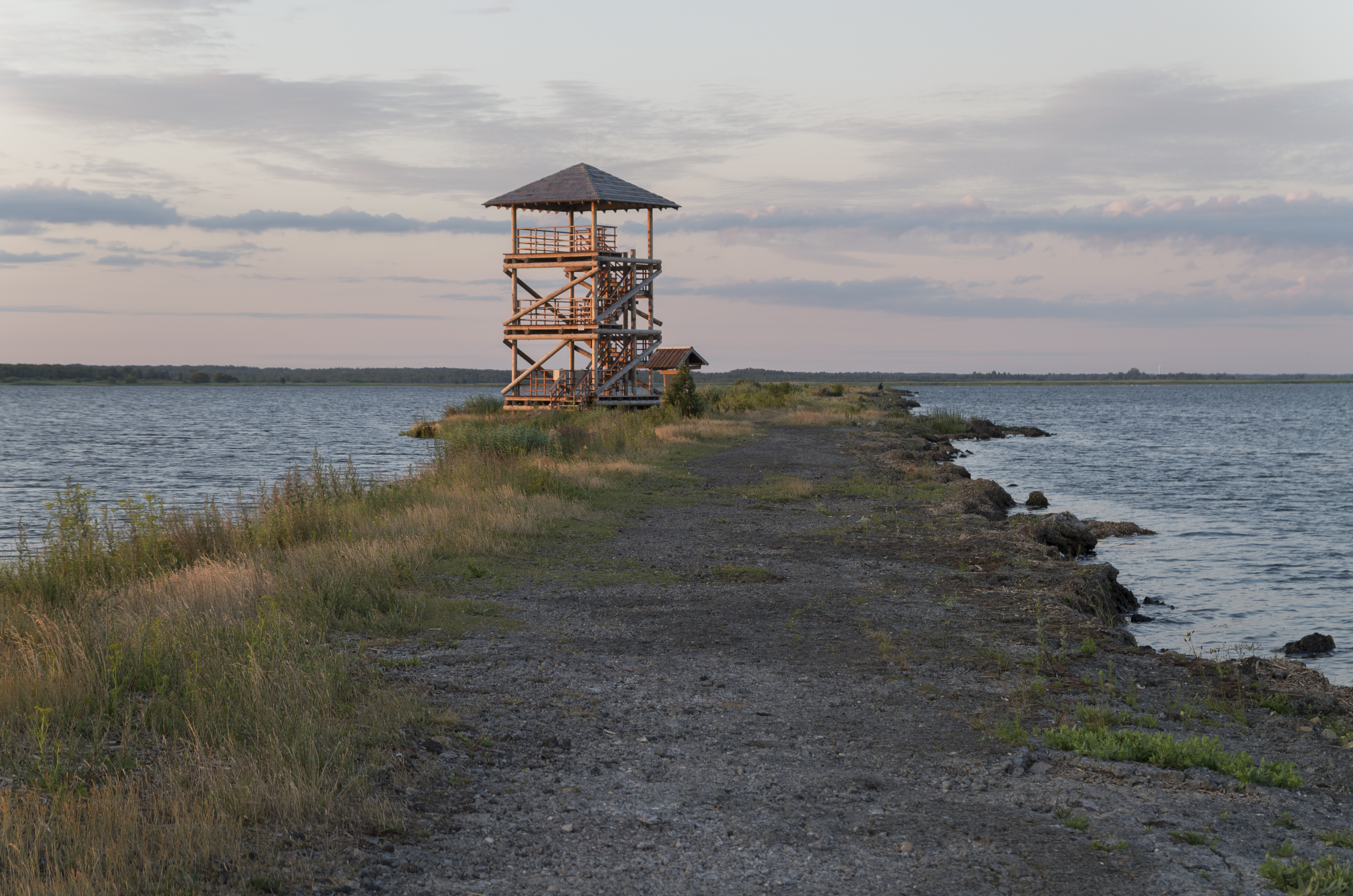
Tour d'observation des oiseaux.